# Bormida
Bormida (en ligur Búrmia  o Bormia) és un comune italià, situat a la regió de la Ligúria i a la província de Savona. El 2015 tenia 387 habitants.

## Geografia
Té una superfície de 22,47 km² i les frazioni de Chiesa (seu de l'ajuntament), Piano Soprano i Piano Sottano. Limita amb Calice Ligure, Calizzano, Mallare, Osiglia, Pallare i Rialto.

## Evolució demogràfica
| Gràfica d'evolució de Bormida entre 1861 i 2011 |
|                                                 |
| Font: ISTAT                                     |